# Hammarkullen (TV-serie)
Hammarkullen (fullständigt namn: Hammarkullen, eller Vi ses i Kaliningrad) är en TV-serie som ursprungligen sändes i SVT1 under perioden 24 november-15 december 1997. Serien är skriven av Peter Birro och regisserad av Agneta Fagerström-Olsson. Serien följer en brokig skara människor som är bosatta i den göteborgska förorten Hammarkullen och deras liv. Trots att seriens huvudpersoner är fiktiva, baserade Birro dem och deras liv på sina egna erfarenheter av sin uppväxt i området.
Serien vann Prix Italia i kategorin fiktion för årets bästa TV-serie. Serien har fått flera priser och utmärkelser. Vid den franska TV-festivalen FIPA, vann den en silver-FIPA. I samband med Guldbaggegalan 1997 tilldelades seriens båda upphovspersoner Ingmar Bergman-priset, och i april samma år gav Sveriges Televisions Public Service-klubb serien en Ikaros för Årets bästa TV-program.
Serien visades i repris under juni månad 2009 i Sveriges Television. I april 2013, lade Sveriges Television ut hela serien i sitt öppna arkiv.

## Rollista (urval)
- Viveka Seldahl – Kristina
- Maria Lundqvist – Anita, socialassistent
- Lakke Magnusson – Allan, fastighetsskötare
- Anders Lönnbro – Frank, kommunist
- Shanti Roney – Josef, Franks son
- Reine Brynolfsson – Göran, alkoholist
- Peter Andersson – Ernst, handikappad
- Admir Paradžik – Damir
- Rea Mauranen – Arja, finska
- Sanna Mari Patjas – Tuula, Arjas dotter
- Jonas Karlsson – Hasse, alkoholist
- Dan Sjögren – Erling, alkoholist
- Murat Hačković – Jovan, serb
- Aida Jerkovic - Jasmina
- Stefan Gödicke – Steve, skinhead
- Roger Nordman – skinhead
- Mikael Riesebeck – skinhead
- Göran Forsmark – Svante, pudelmannen
- Cecilia Frode – Sandra
- Gustave Lund – Pundaren
- Kim Lantz – Kronofogde
- Antti Reini – Ryssen Boris
- Bjørn Sundquist – Ballongmannen